# Петренко Євген Дем'янович
Євген Дем'янович Петренко — український історик та громадський діяч, гетьман звичаєвого козацтва.
Народився 05 квітня 1950 року в станиці Кримській Краснодарського краю (зараз — місто Кримськ, Російська Федерація).

### Родовід
Родинне коріння походить від українських козаків, які переселилися на Кубань у 1809 році з Полтавської та Чернігівської губерній.
Предки Євгена Дем'яновича Петренка у 1862 році були серед перших поселенців новостворених закубанських станиць — Неберджаївської та Нижньобаканської.
Прадід по матері — Самко Аврам Іванович — наприкінці XIX — на початку XX століття був отаманом станиці Нижньобаканської.

### Робота за фахом
У 1976 році Євген Петренко закінчив історичний факультет Кубанського державного університету та здобув кваліфікацію викладача історії.
Із 1976 по 1979 роки працював викладачем історії у школах станиці Кримської Краснодарського краю.
Із 1979 по 1990 роки працював викладачем історії у школах міста Києва та Київської області.
Із вересня 1990 року був молодшим науковим співробітником відділу соціологічних досліджень Центру національних відносин АН УРСР.
Із 1990 по 1996 роки — інженер-дослідник відділу історії України XIX — початку ХХ століть Інституту історії України НАН України.
Із 1996 по 1998 роки — молодший науковий співробітник відділу історії України XIX — початку ХХ століть Інституту історії України НАН України.
Із 1998 по 2003 роки — науковий співробітник відділу історії України XIX — початку ХХ століть Інституту історії України НАН України.
Відомий дослідник історії українців Кубані, кандидат історичних наук.
У 1997 році захистив кандидатську дисертацію «Переселення козаків і селян України на Кубань (1792–1917)» (науковий керівник — доктор історичних наук Віталій Григорович Сарбей).
Із 2003 року по цей час — доцент, заступник директора Українського Військово-Козацького інституту імені Великого князя Святослава при Міжрегіональній академії управління персоналом.
Із 2011 року по цей час — викладач університету розвитку людини «Україна».

### Громадська діяльність

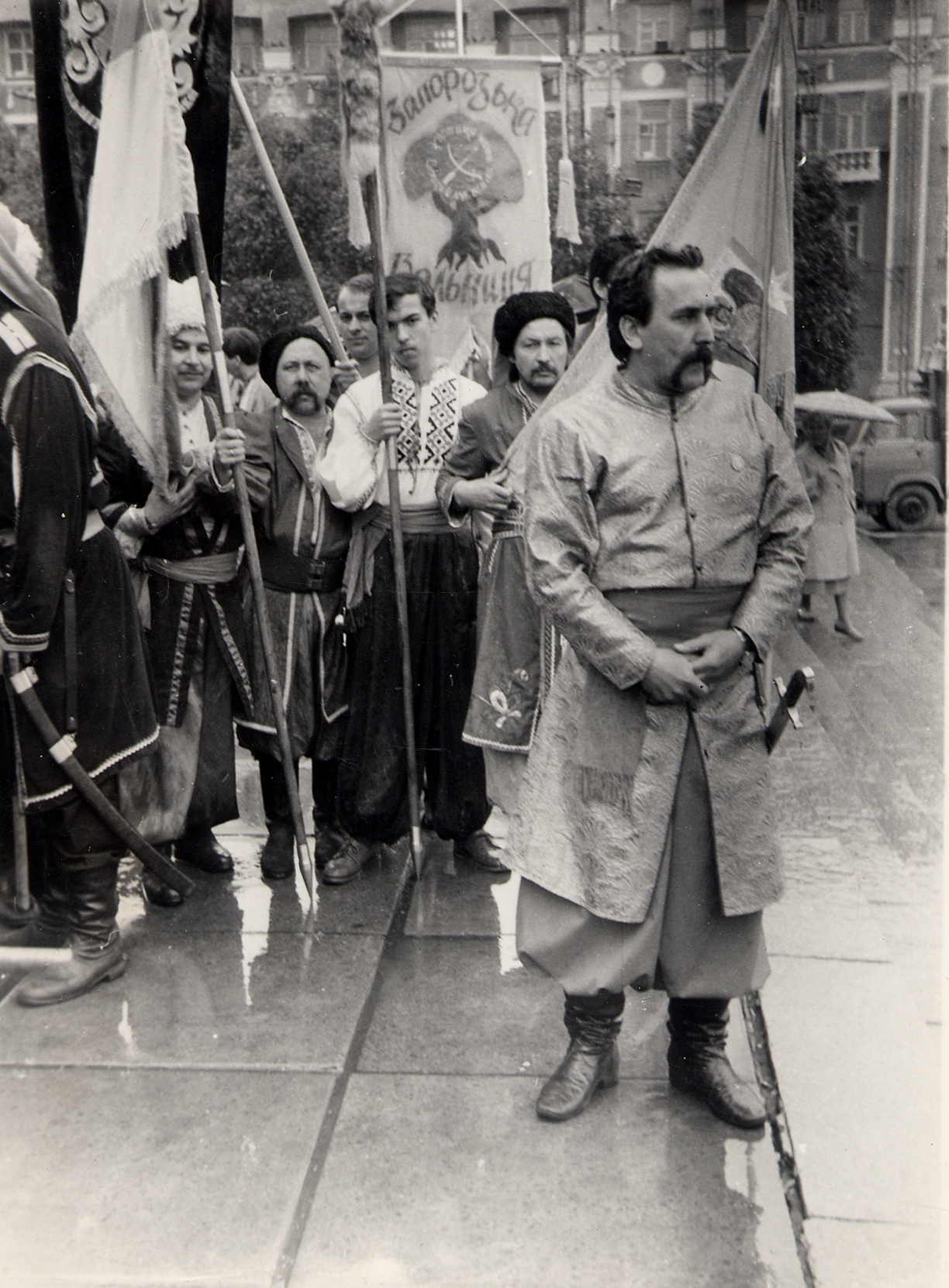
Євген Петренко на мітинзі у Донецьку. 1990-і роки.

Займає активну громадянську національно-патріотичну позицію.
Із 1989 року по цей час Євген Дем'янович Петренко бере активну участь у відродженні сучасного Українського козацтва.
Із 1989 по 1990 роки — отаман Мінського куреня Козацького товариства Київщини.
Був делегатом Установчої великої ради Українського козацтва 15 вересня 1990 року. Як гість Євген Дем'янович Петренко брав участь в Установчому з'їзді Кубанської козацької ради 12-14 жовтня 1990 року.
Із 20 квітня 1991 року по листопад 1991 року — перший крайовий отаман Козацького Товариства Київщини Українського козацтва.
Із 13 жовтня 1991 року по 13 жовтня 1992 року — перший Головний отаман Українського козацтва (заступник першого Гетьмана Українського Козацтва В'ячеслава Максимовича Чорновола).
Із 13 жовтня 1992 року по 13 жовтня 1994 року — заступник Гетьмана Українського козацтва Володимира Савовича Муляви.
Має військове козацьке знання полковник Українського козацтва.
Із жовтня 1998 по жовтень 1999 року — крайовий отаман Козацького Товариства Київщини Українського козацтва.
Із 20 травня 2001 року по цей час — сотник Київської міської сотні ім. князя Святослава.
Із 25 серпня 2001 року по цей час — Гетьман Всеукраїнського громадського об'єднання «Звичаєва Громада Українських Козаків» (ЗГУК).
Із 04 червня 2005 року Євген Дем'янович Петренко був членом Ради Українського козацтва при Президентові України.
23 лютого 2010 року гетьман Петренко Євген Дем'янович за вагомий особистий внесок у відродження історичної спадщини українського народу, багаторічну плідну професійну діяльність був нагороджений відзнакою Президента України — Хрест Івана Мазепи.
Із 2011 року по цей час — член науково-методичної ради Науково-дослідного інституту козацтва Інституту історії Національної академії наук України.
Одружений, має сина.